# Tvrdolistý les

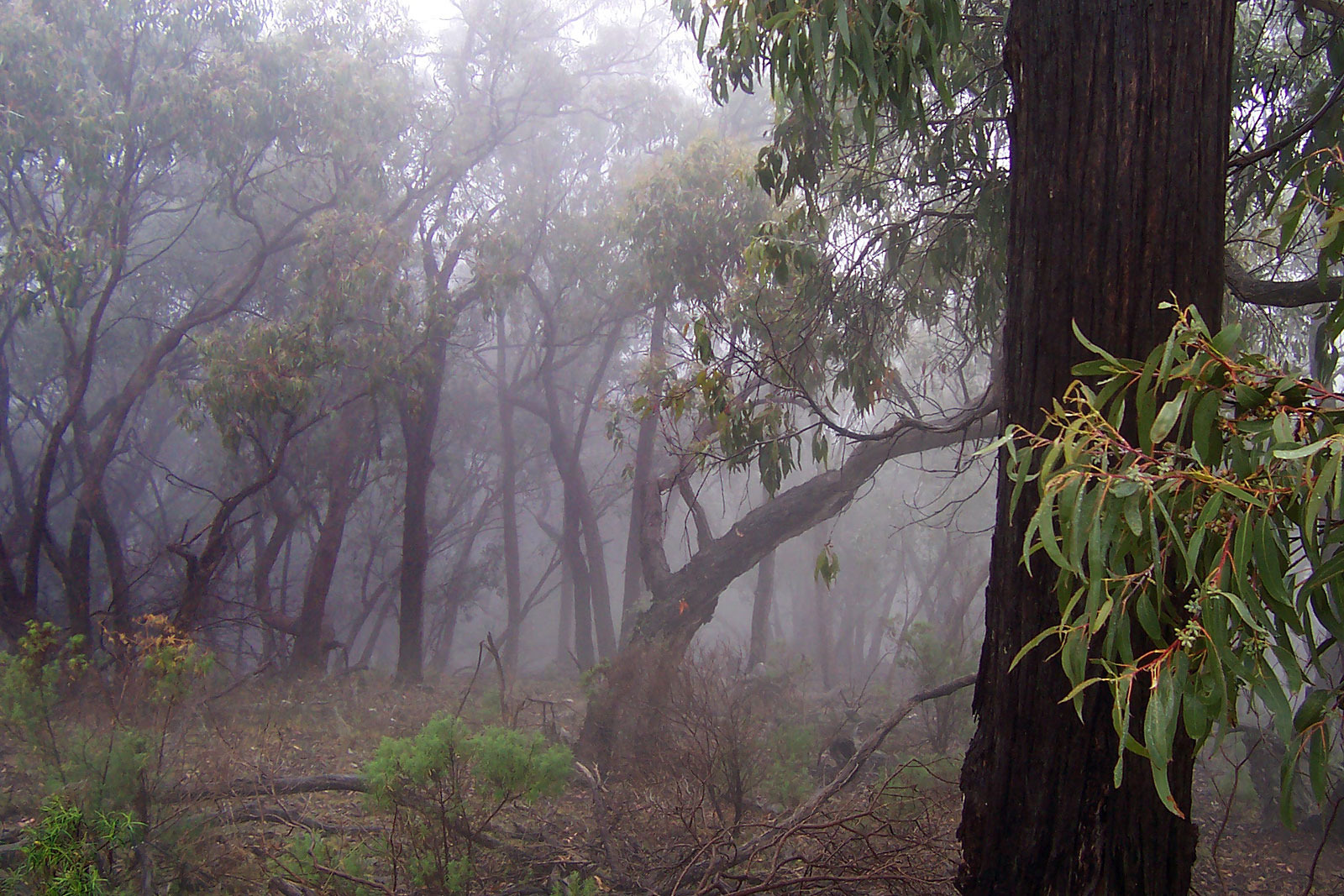
Eukalyptový les

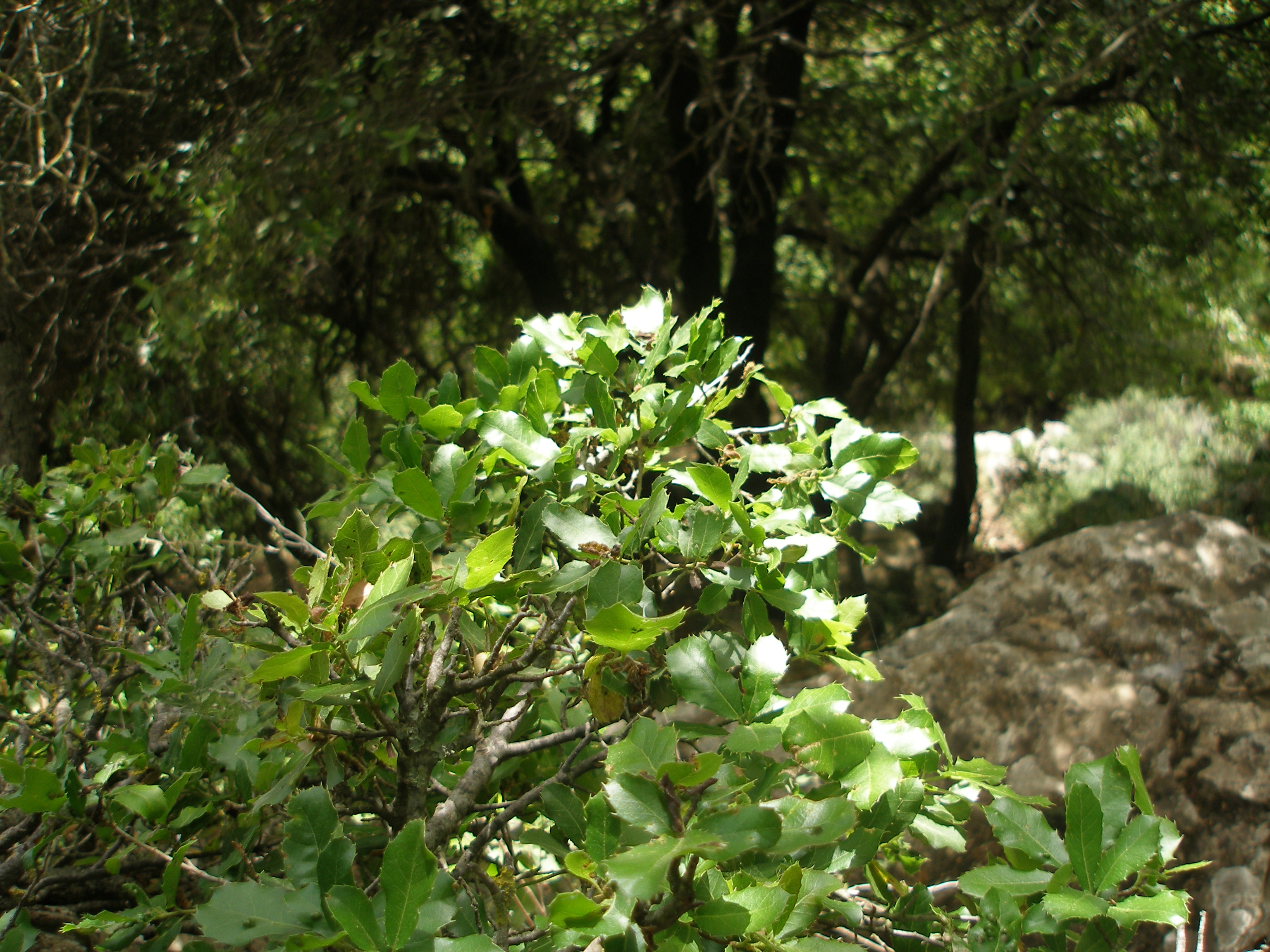
Středomořský les

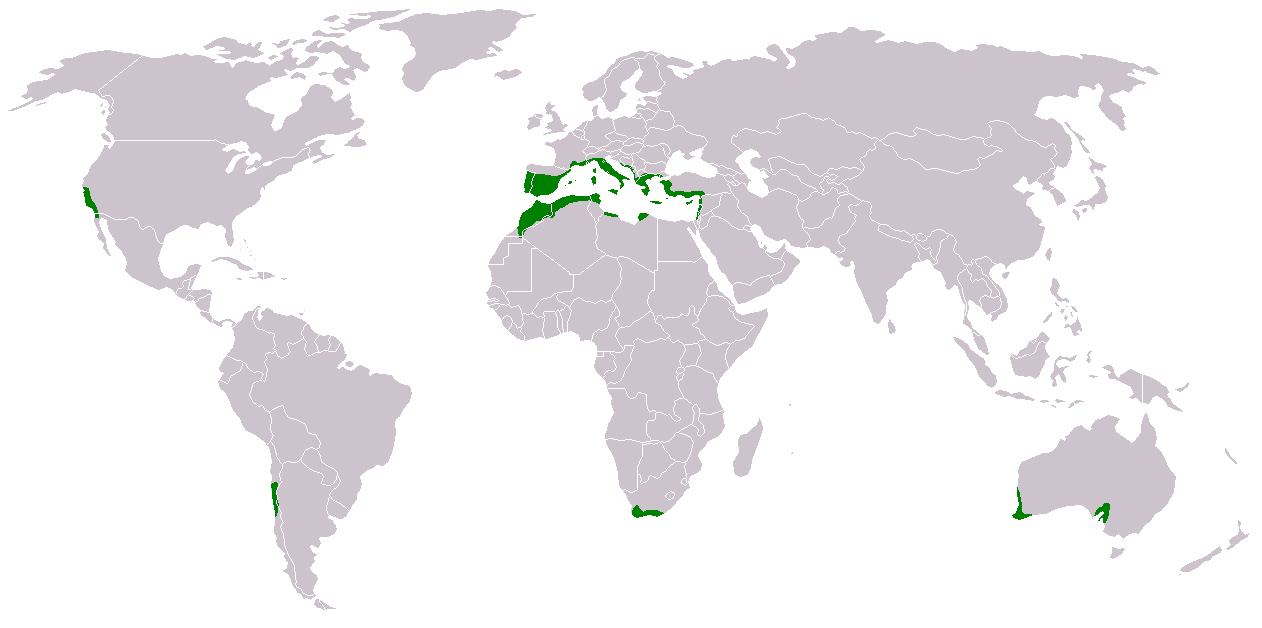
Středomořské lesy

Tvrdolistý les nebo také středomořské lesy jsou biomem definovaným Světovým fondem na ochranu přírody, pro který jsou obecně charakteristická suchá léta a deštivé zimy, i když v některých oblastech mohou být srážky rovnoměrné. Léta jsou obvykle horká v nízko položených vnitrozemských lokalitách, ale mohou být chladná v blízkosti chladnějších moří. Zimy jsou obvykle mírné až chladné v nížinných polohách (proto dřeviny neshazují listy), ale ve vnitrozemí a vyšších polohách mohou být chladné. Stromy a keře mají velmi často listy tvrdé a kožovité, voda se z nich vypařuje jen nepatrně. Všechny tyto ekoregiony jsou velmi rozmanité a dohromady v nich roste 10 % rostlinných druhů na Zemi.
Tvrdolistý les se vyskytuje v pěti různých středomořských klimatických oblastech světa: Středomoří, kalifornský a mexický chaparral, jihoafrický fynbos, chilský matorral a mallee v jihozápadní a jižní Austrálii. Ve všech případech se nacházejí na západním okraji kontinentů, mezi 30 º a 40 º (44 º ve Středomoří).

## Charakteristika
Typická vegetace je sklerofylní a xerofilní, protože musí odolávat letnímu suchu. (Sklerofyl je druh vegetace, který je přizpůsoben dlouhým obdobím sucha a tepla. Rostliny se vyznačují tvrdými listy, krátkými intermodii). Dominantním druhem je dub pýřitý. Podrost je dřevnatý, trnitý a aromatický, s druhy jako keře dávající mastichu, řešetlákem proměnlivým, četnými liánami jako je přestup drsný, a na mýtinách se rostou cisty, rozmarýn a tymián. Ve stromovém patře se vyskytují druhy jako borovice halepská a borovice pinie, jalovec chvojka, planika obecná atd. Na vlhčích místech se objevuje dub portugalský, na křemičitých půdách dub korkový.
Na přechodu s jinými společenstvi se mohou objevit listnaté druhy v podobě křovinnné vegetace, spolu s nepůvodními druhy ve smíšeném lese. Velmi důležitý je galeriový les, v němž se objevují listnaté druhy, jako je topol nebo jilm, a který se vyskytuje na březích řek, jezer a lagun.
V dynamice těchto lesů hraje důležitou roli oheň, a proto si druhy, které je tvoří, vyvinuly četné mechanismy, jak se požárům přizpůsobit. Tak například duby korkové mají velmi silnou kůru, aby se chránily; duby cesmínové a duby pyrenejské mají velkou schopnost opětovného růstu a skalníky tvoří semena, která snadněji klíčí, jsou-li vystavena vysokým teplotám (pyrofyty).
Středomořské lesy jsou většinou stálezelené, i když se vyskytují i druhy marcescentní, tj. mají sice opadavé listy, ale zůstávají na stromě až do následujícího jara, aby chránily pupeny nových listů. Listy stromů jsou pokryty voskem, aby se snížila ztráta vlhkosti v teplých měsících. Obecně se tyto lesy vyznačují poměrně nízkou druhovou rozmanitostí mezi stromy se zapojenými korunami.
Středomořská země byla osídlena již v dávných dobách a zásahy člověka do biocenózy měly rozhodující vliv na utváření krajiny a životního prostředí. V závislosti na míře degradace se lesy mění na garrigue, kde převládá kermesový dub, makchie a středomořská step. Na Pyrenejském poloostrově se vyskytuje typ velmi řídkého středomořského lesa známý jako dehesa.
Ekosystém středomořského lesa je velmi citlivý na dezertifikaci, pokud je zničen jeho vegetační kryt. Přívalové deště snadno odplavují půdu a ta velmi rychle eroduje.

## Abiotické podmínky
Rozhodujícím faktorem pro vznik tvrdolistého lesa je středomořský typ podnebí, který se vyznačuje mírnými vlhkými zimami a horkými suchými léty. V zimě je srážek hojnost až nadbytek, v létě naopak kriticky chybí. Mráz a sníh se vyskytují jen zcela výjimečně. Dalšími významnými činiteli jsou půdní eroze a časté požáry.
Tento typ klimatu se na Zemi vyskytuje v pěti hlavních oblastech: ve Středomoří, chaparral na jihozápadě Severní Ameriky (Kalifornie, severozápadní Mexiko), finbos v jižní Africe, na jihu Austrálie a v Chile (chilský matorral).

## Rostliny
Na rozdíl od opadavého lesa, který roste na jaře a v létě, rostou vždyzelené druhy stromů v zimě a na jaře, kdy teploty jsou ještě nízké, ale už není příliš chladno a voda je dostupná v dostatečném množství. Listy stromů jsou obvykle tuhé, kožovité (sklerofylní), neopadavé, rostliny tedy nespotřebovávají energii a vodu na každoroční tvorbu nových listů. K dalším adaptacím patří dokonale uzavíratelné průduchy, kompaktní tvar s nízko posazenými korunami, tlustá borka, na listech často silná vrstva kutikuly či ochlupení, případně obsah silně vonících éterických olejů. Ty pomáhají listům v obraně proti vyschnutí a také je chrání před živočichy. Jsou to vysoce účinné odpuzující látky, protože jen málo živočichů má tyto listy ve svém jídelníčku. Někde je les nízký, ale v Austrálii, kde je dominantním stromem blahovičník, obsahuje největší listnaté stromy na světě. Byliny často fungují v efemérním životním cyklu, rychle se tedy rozvíjejí na jaře a po odplození brzy odumírají.

## Zasolování půdy
Některé stromy jsou dnes zahubeny salinizací – stoupajícím obsahem soli v půdě. K zasolování dojde po pálení lesa, které způsobí změnu vodní rovnováhy v půdě. Zasolená krajina je zemědělsky nevyužitelná.

## Změny v souvislosti s lidskou činností
Tyto oblasti byly osídleny již ve starověku a lidé z velké části vždyzelené lesy vykáceli. Nyní jsou tyto oblasti porostlé křovinatými porosty – časté jsou duby, vřesovce, pistácie, myrta a rozmarýn. V subtropické oblasti Středomoří se tyto porosty nazývají macchie. Rostou zde i například citrusové plody, olivy, fíky nebo mandle, dobře se tu daří i vinné révě.